# زنان و سلامتی
زنان و سلامتی (انگلیسی: Women & Health) یک ژورنال علمی است که تحت داوری همتا قرار گرفته و از سال ۱۹۷۶ منتشر می‌شود.
این ژورنال علمی پژوهش های انجام شده در زمینه سلامت زنان را پوشش می دهد. سردبیر این مجلۀ علمی «الن بی گلد» (استاد دانشگاه کالیفرنیا، دیویس) است.

بر اساس گزارش‌های استنادی مجلات، این مجله دارای ضریب تأثیر ۱٫۳۷۷ در سال ۲۰۱۵ است که آن را در رتبه نهم از میان ۴۰ مجله در رده «مطالعات زنان» و رتبهٔ ۸۶ در میان ۶۲ مجله در رده «بهداشت عمومی، محیطی و شغلی» قرار داده‌است.